# Inositoltrisfosfát

Inositol-1,4,5-trisfosfát

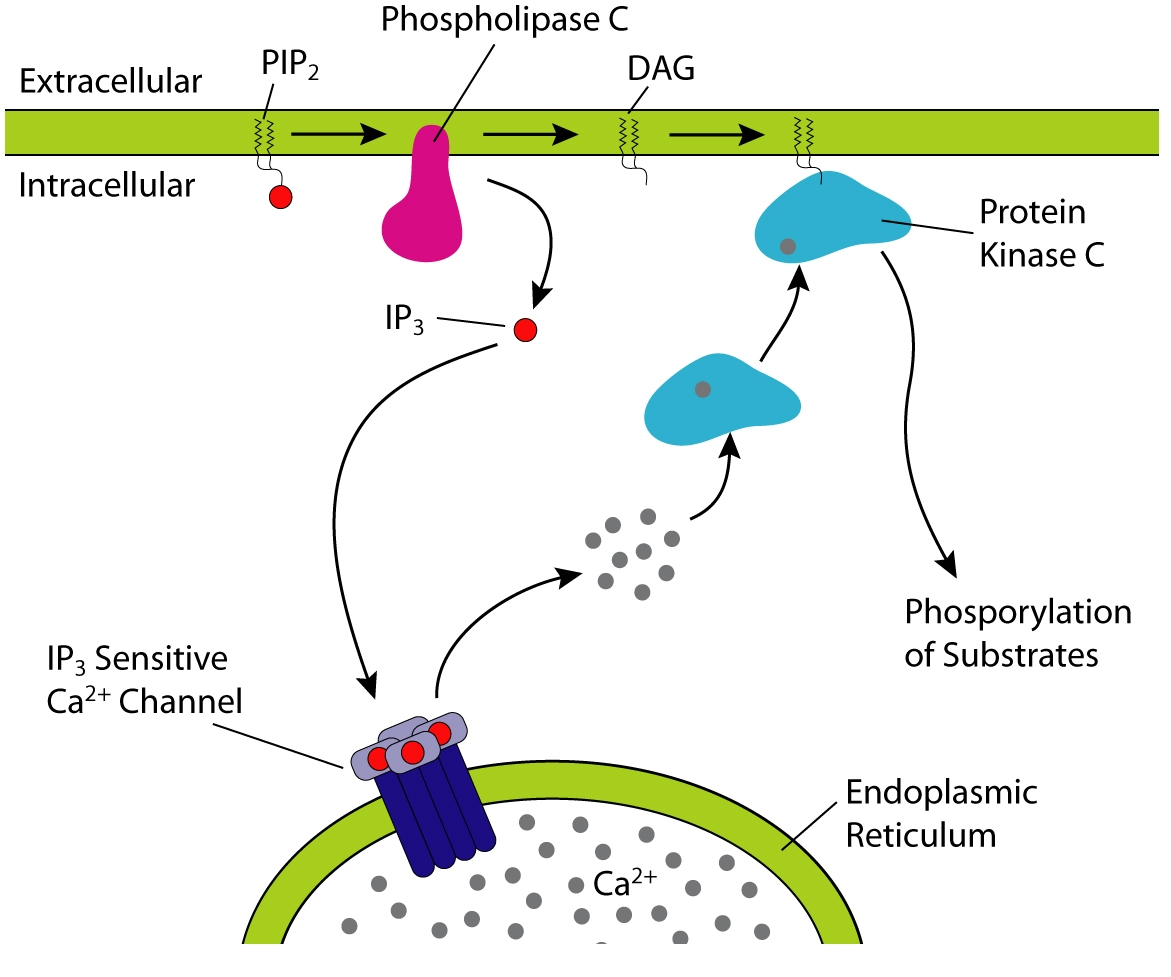
Rozklad fosfolipidu PIP2 na IP3 a DAG; tento proces je popsán v textu

Inositoltrisfosfát (IP3, přesněji inositol-1,4,5-trisfosfát) je ve vodě rozpustný cukerný alkohol esterifikovaný na třech místech fosfátovými skupinami. Je to významný druhý posel v buněčné signalizaci, který vzniká činností fosfolipázy C z jistého vzácnějšího membránového fosfolipidu (konkrétně z PIP2). Druhým produktem této enzymatické reakce je 1,2-diacylglycerol (DAG), rovněž druhý posel, ten však na rozdíl od inositoltrifosfátu zůstává ukotven ve fosfolipidové membráně.
IP3 difunduje po svém vzniku po celé buňce a váže se na endoplazmatické retikulum, konkrétně na ligandem řízený iontový kanál. Jedná se o IP3-dependentní vápníkový kanál, který se po navázání IP3 otevře a do cytosolu začnou proudit vápníkové ionty. To způsobí další přenos signálu, obvykle pomocí vápníku a DAG totiž dojde k aktivaci proteinkinázy C, která může mít různou funkci v závislosti na typu buňky. Následně je inositoltrifosfát rychle buď fosforylován na IP4, nebo defosforylován na IP2, aby únik vápníku z ER nepokračoval.